# Remigiusz z Reims
Remigiusz (Remediusz) z Reims (ur. ok. 436 w Cerny-en-Laonnois, zm. ok. 533 w Reims) – biskup Reims, święty Kościoła katolickiego, apostoł Franków.
Za miejsce narodzin Remigiusza uważa się miejscowość Cerny-en-Laonnois niedaleko miasta Laon w Pikardii (dzis. Francja). Jego ojcem był podobno Emilius (Aemilius), hrabia laoński, a matką św. Celina, córka namiestnika Galii Syagriusza z Soissons (dowódcy rzymskich wojsk i namiestnika Galii) lub Jovina z Reims.
Remigiusz uczył się w Reims i wkrótce, mając dwadzieścia dwa lata został wybrany biskupem. Papież Hormizdas (według innych źródeł Symmachus) przyznał mu tytuł wikariusza Rzymu w królestwie Chlodwiga, którego ochrzcił w 496 na Boże Narodzenie.
Święty Remigiusz jest uważany za apostoła Franków.
Jego wspomnienie liturgiczne obchodzono w różnych terminach m.in. 1 października, a miesiąc październik nazywano miesiącem Remigiusza. Nowe Martyrologium Rzymskie (2004) przyjęło dies natalis 13 stycznia.